# Философия информации
Философия информации — отрасль философии, которая изучает понятие информации.
Философия информации занимается как историческими аспектами тематики, так и систематизацией. Данная дисциплина сформировалась в конце XX века; название было введено итальянским философом Лучано Флориди в 1990-е годы.

## История
Раннее развитие получила «философия искусственного интеллекта», которую Флориди прослеживает от работ Тьюринга 1930-х годов. По этой тематике уже в 1964 году насчитывалось более тысячи статей.
Флориди возводит истоки философии информации к работе А. Сломана «Компьютерная революция в философии», опубликованной в 1978 году. Сломан постулировал, что:
1. в течение нескольких лет философы, незнакомые с работами по искусственному разуму, окажутся профессионально некомпетентными;
2. обучение философии сознания, эпистемологии, эстетике, философии науки, философии языка, этике без ознакомления студентов с работами по искусственному интеллекту будет подобно обучению физиков без ознакомления их с квантовой механикой.

Флориди выделяет также работу Лесли Буркхолдера (англ. Leslie Burkholder), который в 1992 году заговорил о «вычислительном повороте» (англ. computational turn): практическое развитие информатики должно было привести к обширному сдвигу в методах не только естествознания, но и философии.
К середине 1980-х годов сообщество философов признало, что «компьютеры и философия» — не междисциплинарная эзотерическая тематика, а уважаемая область исследований.

## Определение
Флориди даёт следующее определение:

Философия информации — это область философии, занимающаяся (а) исследованиями природы и основ информации, в том числе её динамики, использования и естественнонаучного изучения, и (б) развитием и применением методов теории информации и вычислительных методов к философским проблемам.
Оригинальный текст (англ.)The philosophy of information (PI) is the philosophical field concerned with (a) the critical investigation of the conceptual nature and basic principles of information, including its dynamics, utilization and sciences, and (b) the elaboration and application of information-theoretic and computational methodologies to philosophical problems.

## Теория Флориди
Флориди считает, что информация является столь же фундаментальным понятием, как «жизнь», «знание», «добро и зло», и даже более «сильным» понятием, чем вышеперечисленные (то есть, по Флориди, эти другие понятия могут быть выражены через понятие информации). Флориди вводится понятие инфосферы – «информационной среды, конституированной информационными процессами, услугами, объектами, включая информационные агенты, также как свойствами, интеракциями и  взаимными связями». 
Подражая Гильберту с его списком математических проблем, Флориди опубликовал «Открытые проблемы в философии информации» — список из 18 проблем философии информации.

## В России
К. К. Колин относит зарождение науки к трудам А. Д. Урсула, опубликованным в 1960—1970-х годах.
А. В. Соколов создал учебное пособие по философии информации.